# Leucothoe griffithiana
Leucothoe griffithiana là một loài thực vật có hoa trong họ Thạch nam. Loài này được C.B. Clarke mô tả khoa học đầu tiên năm 1882.